# A Flock of Seagulls (album)
Albums de A Flock of Seagulls
Listen
(1983)
A Flock of Seagulls est le premier album du groupe A Flock of Seagulls, paru en avril 1982 chez Jive Records.

## Historique
Trois titres de l'album furent publiés en single : Telecommunication, I Ran (So Far Away), premier véritable tube du groupe et Space Age Love Song.

## Listes des chansons
Les titres sont écrits par le groupe, sauf ceux indiqués.
1. I Ran (So Far Away) – 5:05
2. Space Age Love Song – 3:45
3. You Can Run (Don Convay, Willie Dennis, A Flock of Seagulls) – 4:28
4. Don't Ask Me – 2:46
5. Messages – 2:51
6. Telecommunication" – 2:31
7. Modern Love is Automatic – 3:49
8. Standing in the Doorway – 4:41
9. D.N.A. – 2:30
10. Man Made – 5:38